# Sans laisser de traces (roman)
Pour les articles homonymes, voir Sans laisser de traces.
Sans laisser de traces (A Darker Domain) est un roman policier de Val McDermid paru en 2008. 
Il est traduit en français par Matthieu Farcot en 2011 et publié chez Flammarion.

## Résumé
L'affaire paraissait insoluble à l'époque : une riche héritière et son fils kidnappées en Écosse, une remise de rançon catastrophique aboutissant à la mort de la femme et à la disparition de l'enfant. Malgré l'indice découvert 25 ans plus tard, Karen Pirie, l'experte en cold case chargée du dossier, a donc peu d'espoir de résoudre la célèbre énigme.
Une autre affaire classée occupe déjà l'esprit de la détective : en 1984, au plus fort de la grève des mineurs qui divisait le Royaume-Uni, un gréviste avait disparu sans laisser de traces, abandonnant les siens. Mais de nouveaux éléments suggèrent qu'il ne s'agissait pas d'une simple désertion.
À mesure que les enquêtes avancent, Karen va de révélation en révélation et s'enfonce toujours plus loin dans les labyrinthes du mystère...